# Sistema de puntuación Glicko
El sistema de puntuación Glicko y sistema de puntuación Glicko-2 son métodos de evaluación de la fuerza de un jugador en juegos de habilidad, tales como el ajedrez o el go. El sistema Glicko fue inventado por Mark Glickman como una mejora del sistema Elo, y en un principio destinado a ser principalmente un sistema de escalafón de jugadores de ajedrez. La principal contribución de la medición de Glickman es la "confiabilidad de la puntuación", llamada RD (rating deviation) o desviación estándar del escalafón.
Una puntuación Glicko más alta implica una mayor habilidad para jugar ajedrez.
Tanto el sistema Glicko como Glicko-2 están bajo dominio público y se han implementado en servidores de juegos en línea como Free Internet Chess Server, Chess.com, ChessTempo.com, Pokémon Showdown, Lichess, Nodewar y SchemingMind. Las fórmulas utilizadas para ambos sistemas pueden encontrarse en el sitio web de Glicko.
La RD mide la precisión de la puntuación de un jugador. Por ejemplo, un jugador con puntuación de 1500 y una RD de 50 tiene una fuerza real entre 1400 y 1600 con una confianza del 95%. Se suma y se resta dos veces la RD de la puntuación del jugador para calcular este rango. Después de una partida, el incremento de la puntuación depende de la RD: el cambio es menor cuando la RD es baja (ya que su puntuación se considera exacta), y también cuando la RD de su oponente es alta (ya que su puntuación verdadera no es conocida, se obtiene poca información). La RD en sí disminuye luego de cada partida, pero se incrementa lentamente tras un tiempo de inactividad.
El sistema Glicko-2 es una versión mejorada del sistema Glicko, e introduce la volatilidad de la puntuación σ. Una versión ligeramente mejorada del sistema Glicko-2 es implementada por la Federación Australiana de Ajedrez.

## Determinación
Si un jugador no está en el escalafón, la puntuación inicial es usualmente de 1500 y una RD de 350.

### Paso 1: cálculo de la RD
La nueva RD ({\displaystyle RD}) se halla usando las anteriores RD ({\displaystyle RD_{0}}):
{\displaystyle RD=\min \left({\sqrt {{RD_{0}}^{2}+c^{2}t}},350\right)}
Donde {\displaystyle t} es el tiempo transcurrido (periodo puntuable) desde la última competición y el valor de '350' se asumen para un jugador sin puntuación. Si se han jugado varias partidas en el mismo periodo puntuable, el método las contabiliza como si se hubiesen jugado al mismo tiempo. El periodo puntuable puede ser tan largo como de varios meses o tan corto como algunos minutos, de acuerdo con la frecuencia establecida entre partidas. La constante {\displaystyle c} se basa en la incertidumbre de la habilidad de un jugador durante cierta cantidad de tiempo. Esta puede ser derivada a través de un análisis de datos, o estimarse considerando la longitud del tiempo que debe pasar antes de que la desviación de la puntuación de un jugador crezca hasta la de un jugador sin puntuación. Si se supone que tomarían 100 periodos puntuables para que la desviación de la puntuación de un jugador regrese a la incertidumbre inicial de 350, y un jugador típico tiene una desviación de puntuación de 50, entonces la constante puede hallarse resolviendo:
{\displaystyle 350={\sqrt {50^{2}+100c^{2}}}} por {\displaystyle c}.
O:
{\displaystyle c={\sqrt {(350^{2}-50^{2})/100}}\approx 34.6}

### Paso 2: Determinar la nueva puntuación
Las nuevas puntuaciones, luego de una serie de {\displaystyle m} partidas, se determinan por la siguiente ecuación:
{\displaystyle r=r_{0}+{\frac {q}{{\frac {1}{RD^{2}}}+{\frac {1}{d^{2}}}}}\sum _{i=1}^{m}{g(RD_{i})(s_{i}-E(s|r,r_{i},RD_{i}))}}
Donde:
- {\displaystyle g(RD_{i})={\frac {1}{\sqrt {1+{\frac {3q^{2}(RD_{i}^{2})}{\pi ^{2}}}}}}}

- {\displaystyle E(s|r,r_{i},RD_{i})={\frac {1}{1+10^{({\frac {g(RD_{i})(r-r_{i})}{-400}})}}}}

- {\displaystyle q={\frac {ln(10)}{400}}=0.00575646273}

- {\displaystyle d^{2}={\frac {1}{q^{2}\sum _{i=1}^{m}{(g(RD_{i}))^{2}E(s|r,r_{i},RD_{i})(1-E(s|r,r_{i},RD_{i}))}}}}

{\displaystyle r_{i}} representa las puntuaciones de cada jugador.
{\displaystyle s_{i}} representa el resultado de las partidas individuales. Una victoria es 1, un empate es ½, y una derrota es 0.

### Paso 3: Determinar la nueva desviación de la puntuación (RD)
La función del anterior cálculo de la RD era incrementar la RD apropiadamente para contar la creciente incertidumbre de la habilidad de un jugador durante un periodo de no observación por el método. Ahora, la RD se actualiza (disminuye) luego de las series de partidas:
{\displaystyle RD'={\sqrt {\left({\frac {1}{RD^{2}}}+{\frac {1}{d^{2}}}\right)^{-1}}}}